# Alfred Desmasures
Alfred Desmasures (Mondrepuis, 20 de janeiro de 1832 - Hirson, 20 de maio de 1893) foi um historiador jornalista, escritor, ensaísta e francês.
Conhecido pelas suas ideias republicanas, foi condenado a quatro meses de prisão em 1855 por "futilidades da literatura política". Entre 9 e 15 de setembro de 1870 foi Prefeito interino de Aisne. Depois de trabalhar como merceeiro, Desmasures tornou-se vendedor de livros e impressor nos finais de 1879  em Hirson, trabalhando ainda como jornalista, escritor, ensaísta e historiador. Autor de numerosos livros sobre a história da região de Thiérache (entre a França e a Bélgica), fundou vários jornais (Le Nord de la Thiérache, l'Hirsonnais, la Thiérache Républicaine).
O seu nome foi atribuído ao museu-centro de documentação da cidade de Hirson.

## Obras publicadas
- Histoire des communes du canton de Trélon : et notes historiques sur ses environs, Imprimerie de Dubois-Viroux, 1860
- Histoire des communes du canton d'Hirson suivie de la biographie des hommes célèbres nés dans ce canton, et de notes historiques, Imprimerie de Papillon, 1863
- Histoire de la Révolution dans le département de l'Aisne 1789, Imprimerie de Flem, 1869
- Propagande républicaine. Cahier d'un paysan. Étude sur la constitution politique de la France, Décembre-Alonnier, 1872
- De l'organisation de la démocratie : propagande patriotique, Imprimerie de Bugnicourt, 1873
- La République française en 1879, Imprimerie de Mauclère-Dufour, 1878
- Histoire de Saint-Michel en Thiérache, Imprimerie-librairie du Nord de la Thiérache, 1883
- Histoire des villages de Buire, d'Éparcy et de La Hérie, Imprimerie du Nord de la Thiérache, 1892
- Histoire du village de Bucilly et de son abbaye , Imprimerie du Nord de la Thiérache, 1892
- Histoire de la ville d'Hirson, Imprimerie du Nord de la Thiérache, 1892
- Ephémérides du nord de la France (antérieur à 1874)